# Khalid al-Azm
Khalid al-Azm (in arabo خالد العظم‎?, Khālid al-Aẓim) (Damasco, 6 novembre 1903 – Beirut, 18 febbraio 1965) è stato un politico siriano, cinque volte primo ministro ad interim, e presidente ad interim della Siria dal 4 aprile al 16 settembre 1941.
Era un membro di una delle famiglie politiche più importanti in Siria, gli al-Azm (noti anche come Alazem o Al Azem), e figlio di un ministro ottomano degli affari religiosi.

## Carriera
Khalid al-Azm si laureò in giurisprudenza presso l'Università di Damasco nel 1923 ed entrò a far parte del governo della città nel 1925. In questo periodo gestiva anche attivamente le tenute della sua famiglia in tutto il paese. Negli anni '30 divenne stretto collaboratore di importanti membri della coalizione antifrancese del Blocco nazionale, come i futuri presidenti Hashim al-Atassi e Shukri al-Kuwatli. Rimase a lungo sostenitore del primo, ma spesso si scontrò con il secondo, accusandolo di essere troppo autoritario. Nel 1941 i francesi lo nominarono Primo Ministro e Presidente ad interim, poiché non riuscirono a trovare un candidato valido dopo le dimissioni del nazionalista Atassi nel 1939. Tuttavia fu sostituito 5 mesi dopo con un lealista filo-francese, Taj al-Din al-Hasani. Azm prestò servizio continuamente in parlamento e nel gabinetto dal 1943 al 1947. Divenne al centro dell'opposizione quando si dimise dal governo nel 1945 e guidò le forze contrarie alla spinta di Kuwatli a modificare la costituzione per concedersi un secondo mandato. Kuwatli prevalse e Azm gli corse contro nel 1947 e perse. Accettò comunque la posizione di inviato in Francia e prestò servizio in tale veste per un anno. Concluse con successo gli acquisti di armi dalla Francia e successivamente dall'Unione Sovietica. Nel maggio 1948, Azm accettò di formare un gabinetto multipartitico sotto Kuwatli che rimase in carica fino al marzo 1949. Si alleò con la Francia e gli Stati Uniti e tentò di ottenere da loro prestiti per lo sviluppo interno. Azm viaggiava spesso per partecipare alle assemblee delle Nazioni Unite sulla questione palestinese. Si scontrò con i membri dell'esercito, in particolare con il capo di stato maggiore Husni al-Za'im. Quest'ultimo lanciò un colpo di stato il 29 marzo 1949 e imprigionò sia Azm che il presidente Kuwatli. Quando Za'im fu rovesciato cinque mesi dopo, Azm tornò in parlamento come deputato di Damasco e divenne ministro delle Finanze. Fu anche eletto nell'Assemblea Costituente che elaborò una nuova costituzione per la Siria. Divenne nuovamente Primo Ministro sotto la seconda amministrazione di Hashim al-Atassi, nel giugno 1950, guidando tre gabinetti fino al 1951. Azm chiuse il confine alle merci libanesi nel tentativo di prevenire il crollo dell’industria nazionale siriana a causa delle dilaganti importazioni libanesi. Inoltre si scontrò ripetutamente con i militari perché si rifiutava di nominare ufficiali in nessuno dei suoi gabinetti e assunse sempre per sé il portafoglio alla Difesa. Si scontrò anche con elementi filo-hascemiti della politica siriana che sostenevano l'unione con l'Iraq. I socialisti era diffidenti nei suo confronti a causa del suo ricco e aristocratico background e ottomano. Azm lasciò l'arena pubblica dal 1951 al 1954 per protestare contro il colpo di stato di Adib al-Shishakli che rovesciò l'amministrazione democratica di Atassi.

### Opposizione a Nasser
Dopo la deposizione di Shishakli, Azm perse nuovamente contro Kuwatli nelle elezioni presidenziali del 1955. Si ritirò brevemente, per poi ritornare nel novembre 1956 quando entrò nel gabinetto del primo ministro Sabri al-Assali come ministro della difesa. Azm giocò un ruolo chiave nel raggiungimento di un'alleanza con l'URSS, e vi si recò ripetutamente per organizzare prestiti, patti economici e vendite di armi, facendo infuriare gli Stati Uniti, dove fu soprannominato il "milionario rosso". Questo appellativo fu adottato anche dalla stampa siriana negli anni '50, sebbene non fosse un socialista, e si opponesse di fatto al principale sostenitore del socialismo di stato nel mondo arabo, il presidente egiziano Gamal Abdel Nasser. Si oppose invano all'unione con l'Egitto nel 1958 che creò la Repubblica Araba Unita (RAU), sostenendo che Nasser avrebbe distrutto il sistema democratico e l'economia di libero mercato della Siria. Azm abbandonò nuovamente la vita politica durante gli anni dell'Unione (1958-1961) e si trasferì in Libano.

### Instabilità militare
Quando l'unione fu sciolta, tornò in Siria, collaborò personalmente alla stesura del documento secessionista e tentò di candidarsi alle elezioni presidenziali, ma la sua candidatura fu contrastata dai militari. Fu eletto Nazim al-Kudsi e Azm tornò in parlamento come deputato di Damasco. Il 28 marzo 1962 un altro colpo di stato rovesciò l’amministrazione civile e Kudsi e Azm furono entrambi imprigionati. Il 2 aprile un controcolpo di stato li liberò e Azm divenne nuovamente primo ministro sotto Kudsi. I due uomini si allearono con l'ex presidente Kuwatli per liberare l'esercito dagli elementi filo-nasseristi e invertire l'austero programma di nazionalizzazione istituito da Nasser quando era a capo della RAU. Prima che ciò potesse essere raggiunto, il partito socialista Ba'ath salì al potere in Siria con un colpo di Stato nel marzo 1963 e sia Azm che Qudsi fuggirono in esilio.

## Morte
Azm si trasferì definitivamente a Beirut, dove visse in difficili circostanze finanziarie, poiché i suoi vasti possedimenti siriani erano stati appropriati dai baathisti. Morì lì e fu sepolto il 18 febbraio 1965. Le sue memorie furono pubblicate postume nel 1973.